# Emertonia schminkei
Emertonia schminkei is een eenoogkreeftjessoort uit de familie van de Paramesochridae. De wetenschappelijke naam van de soort is voor het eerst geldig gepubliceerd in 2009 door Veit-Kohler & Drewes.